# 聖經人物列表
本條目記載了《聖經》裡面的主要人物的列表。所有名字先按《新約》和《舊約》分類。

## 舊約聖經人物

### 《創世紀》前期
- 亞當（Adam）
- 夏娃（Eva）
- 該隱（Cain）
- 亞伯（Abel）
- 塞特（Seth）
- 挪亞（Noah）
- 亞伯拉罕（Abraham）
- 以撒（Isaac）
- 以實瑪利（Ishmael）
- 以掃（Esau）
- 以色列（Israel）或雅各（Jacob）

### 以色列十二支派始祖
根據《舊約聖經》《創世記》所記載，以色列人的十二個支派都是又稱為“以色列”的雅各的後人。他的十二個兒子各自成為了以色列十二支族的祖先：
- 流便或呂便（Reuben）
- 西緬（Simeon）
- 利未（Levi）
- 猶大（Judah）
- 西布倫（Zebulun）
- 以薩迦（Issachar）
- 但（Dan）
- 迦得（Gad）
- 亞設（Asher）
- 拿弗他利（Naphtali）
- 約瑟（兩名兒子成為以色列支族）（Joseph）
  - 以法蓮（Ephraim）
  - 瑪拿西（Manasseh）
- 便雅憫（BenJamin）

### 《創世紀》以後
- 摩西或梅瑟（Moses）
- 參孫（Samson）
- 掃羅（Saul）
- 約拿單（Jonathan）
- 大衛（David）
- 所羅門（Solomon）

### 先知
| 英文名        | 天主教譯名 | 基督新教譯名 | 註       |
| ------------- | ---------- | ------------ | -------- |
| Amos          | 亞毛斯     | 阿摩司       | 阿摩司書 |
| 亞倫          | 亞倫       | 亞倫         |          |
| 丹尼尔 (人名) | 達尼爾     | 但以理       | 但以理書 |
| 底波拉        | 德波辣     | 底波拉       | 女先知   |
| 以利亞        | 厄里亞     | 以利亞       |          |
| 以利沙        | 伊萊沙     | 以利沙       |          |
| 以西結        | 厄則克耳   | 以西結       | 以西結書 |
| Habbakuk      | 哈巴谷     | 哈巴谷       | 哈巴谷書 |
| 何西亞        | 歐瑟亞     | 何西阿       | 何西阿書 |
| Joel          | 岳厄爾     | 約珥         | 約珥書   |
| 撒母耳        | 撒慕爾     | 撒母耳       | 撒母耳記 |

### 祭司
- 亚伦（Aaron）
- 以利亞撒（Eleazar）
- 以利（Eli）(士師)
- 非尼哈（Phinehas）

## 新約聖經人物
- 大希律王（Herod the Great）
- 希律·安提帕斯
- 雅各 (耶稣的兄弟)（耶稣的兄弟）
- 約瑟（Joseph）
- 拉撒路（Lazarus）
- 路加（Luke）
- 马可（Mark）
- 馬大（Martha）
- 抹大拉的玛利亚（Mary Magdalene）
- 圣母玛利亚（Blessed Virgin Mary）
- 馬大的妹妹瑪利亞
- 保罗（原名扫罗，即大數人掃羅）
- 腓利门
- 本丢·彼拉多（处死耶稣的罗马总督）
- 提摩太
- 提多 (使徒)

### 耶穌的十二使徒
| 英文名                | 天主教譯名         | 基督新教譯名     | 註 |
| --------------------- | ------------------ | ---------------- | --- |
| Peter                 | 伯多祿/伯鐸        | 彼得             | 又名“磯法”（磐石之意）原為漁夫，曾使死人復活，可能於西元67年在羅馬殉道 |
| Andrew                | 安德肋             | 安德烈           | 西門的兄弟，曾帶希臘人見耶穌，在希臘殉道 |
| Saint James the Great | 雅各伯             | 雅各             | 西庇太與撒羅米之子，約翰的兄弟，原為漁夫，耶穌為他取名雷子，西元44年在希律安提帕時殉道                                                                                                   |
| John son of Zebedee   | 若望               | 約翰             | 雅各的兄弟，原為漁夫，耶穌為他取名雷子，被稱作主所愛的門徒，受託照顧耶穌的母親馬利亞，耶路撒冷教會領袖，後遷居以弗所，被放逐至拔摩島，約翰福音、約翰一書、約翰二書、約翰三書與啟示錄作者 |
| Philip                | 斐理伯             | 腓利             | 伯賽大人，帶拿但業見耶穌，曾帶希臘人見耶穌 |
| Bartholomew           | 巴爾多祿茂         | 巴多羅買         | 可能就是拿但業，傳說在亞美尼亞殉道 |
| Thomas                | 多默               | 多馬             | 加利利人，傳說曾至印度傳福音 |
| Matthew               | 瑪竇               | 馬太             | 亞勒腓之子，又名利未，馬太福音作者 |
| James son of Alphaeus | 阿爾斐的兒子雅各伯 | 亞勒腓的兒子雅各 | 亞勒腓與瑪利亞之子 |
| Judas son of James    | 猶達斯（達陡）     | 猶大（達太）     | 可能是奮銳黨人，在亞美尼亞傳道，在波斯殉道 |
| Simon the Canaanite   | 熱誠者西滿         | 西門             | 奮銳黨的西門，在波斯殉道 |
| Judas Iscariot        | 依斯加略的猶達斯   | 加略人猶大       | 出賣耶穌的門徒 |

註：新約聖經提到好幾位雅各 - 使徒雅各（使徒約翰的兄弟）、耶穌的弟弟雅各（雅各書作者）以及另一位使徒雅各（亞勒腓的兒子）

### 先知
- 施洗約翰
- 亞迦布
- 聖安妮

### 祭司
- 該亞法

## 外部連結
- 中文和合本聖經
- 天主教思高聖經
- 天主教在线
- 思高聖經學會藏書 （页面存档备份，存于） - 香港浸會大學圖書館 華人基督教文獻保存計劃